# Queensbury (Metropolitano de Londres)
Queensbury é uma estação do Metrô de Londres em Queensbury, noroeste de Londres. Fica na Jubilee line, entre as estações Canons Park e Kingsbury, e fica na Zona 4 do Travelcard.

## História
A estação foi inaugurada em 16 de dezembro de 1934, dois anos depois das estações vizinhas, como parte da Metropolitan line e com seu ramal foi transferida para a Bakerloo line em 1939, e depois para a Jubilee line em 1979.
O nome Queensbury não se referia, quando foi escolhido, a nenhuma área preexistente. Foi cunhado por analogia com a estação adjacente Kingsbury. A maior parte do local agora conhecido como Queensbury fica na verdade ao noroeste da estação de metrô, no borough londrino de Harrow, do outro lado da divisa do bairro com a estação de metrô, que fica no borough londrino de Brent.

## The Hive Stadium
Desde 2013 e junto com a estação Canons Park, a estação Queensbury é a próxima estação de metrô para "The Hive Stadium", o novo campo de futebol do Barnet FC, que está localizado 400 metros ao norte ao longo dos trilhos da ferrovia.

## Conexões
As rotas dos ônibus de Londres 79, 114, 288 e 324, a rota noturna N98 e as rotas não-TFL 614 e 644 atendem a estação.